# Peryton

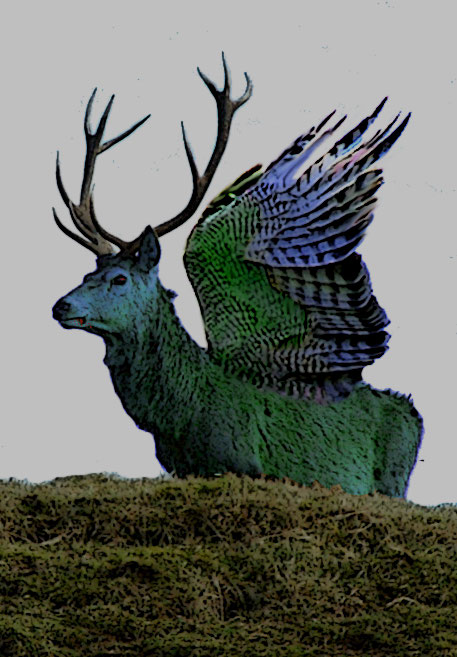
Ein Peryton

Ein Peryton ist ein Fabelwesen, das als ein Mischwesen aus Hirsch und Vogel dargestellt wird.

## Merkmale
Der Peryton besitzt den Kopf, Hals und Vorderbeine sowie das Geweih eines Hirsches, des Weiteren sind seine Hinterbeine und Flügel mit dazugehörigem Gefieder die eines riesigen Vogels. Manchmal wird er aber auch nur als Hirsch mit Vogelflügeln dargestellt. Die Farbgebung soll dabei dunkelgrün oder hellblau sein.
Das Wesen wirft einen seltsamen Schatten, und zwar nicht den eines geflügelten Hirsches, sondern den eines Menschen. Daher liegt nahe, dass man den Peryton als spirituelle Manifestation von verstorbenen Menschen, wie etwa Reisenden, die in der Ferne verschollen waren, Seelen von Mördern oder Geistern von ertrunkenen Seeleuten sah. Manche sagten, das Tier stammte vom verschollenen Kontinent Atlantis. Obwohl der Peryton eher harmlos aussieht, ist er doch kein Pflanzenfresser – man erzählt, dass das Tier einen unersättlichen Appetit auf Menschenfleisch besäße. Doch sobald ein Peryton einen Menschen tötet, soll sein Schatten wieder seinen wahren Körper zeigen, und solange dies anhält, kann er keinen weiteren Mann umbringen.

## Erwähnungen
Die früheste belegte namentliche Erwähnung des Fabelwesens ist in Jorge Luis Borges Einhorn, Sphinx und Salamander – Handbuch der phantastischen Zoologie von 1957 zu finden, wobei sich der Autor als Quelle auf ein angebliches mittelalterliches Manuskript bezog. Da sich in antiken Quellen keinerlei Belege finden, ist anzunehmen, dass der Peryton zwar nicht unbedingt eine moderne Idee darstellt, jedoch keinesfalls älter als das Mittelalter ist; eine bildliche Darstellung eines (allerdings goldenen) geflügelten Hirsches findet sich in der Tat auf der spätmittelalterlichen Standarte der Herzöge von Bourbon.
Weitere Popularität erreichte das Fabelwesen durch Erwähnung im Monsterhandbuch zum Pen-&-Paper-Rollenspiel Dungeons & Dragons, welches seit 1977 herausgegeben wird.
In den 1990er Jahren wurden im australischen Parkes-Observatorium kurze Energieemissionen im Gigahertzbereich aufgezeichnet. Diese wurden von den Wissenschaftlern Perytone getauft. Deren Herkunft war lange unbekannt. Später konnten einige der Perytone auf die Strahlung eines Mikrowellenofens zurückgeführt werden.

## Fabel
Ein Fuchs, ein Dachs und ein Kranich hatten sich einst tief im Gebirge in einer dunklen Schlucht verirrt. Um sie herum wurde es immer dunkler und gerade als sie immer mehr verzagten und nicht mehr weiter wussten, erschien ihnen ein geflügeltes Hirschwesen mit den Hinterbeinen eines Vogels. Der Fuchs und der Dachs, die das mystische Geschöpf sogleich als Peryton erkannten, fragten es ohne zu zögern um Rat, da sie schon von seiner Weitsicht gehört hatten. Der Peryton empfahl ihnen, ein Stück des Weges gemeinsam zu gehen. So würden sie schon bald wieder auf den richtigen Pfad gelangen. Der Kranich aber wollte nicht auf den Rat des Perytons hören und sich auch nicht mit den anderen zusammenschließen. Er ging stattdessen seinen eigenen Weg, der ihn immer tiefer in die Berge führte. Der Fuchs wurde daraufhin unsicher und überlegte, welche Richtung er einschlagen sollte – schließlich war er mit dem Kranich bereits vertraut. Der Peryton bemerkte die Bedenken des Fuchses und nahm sich seiner an. Statt ihn für sein Zaudern zu verurteilen, hörte er ihm geduldig zu. Nach einem kurzen Austausch verwarf der Fuchs seine Zweifel und beschloss, dem Peryton zu folgen. So gab der Peryton den Weg vor und die beiden Waldtiere befolgten seine Ratschläge. Bereits nach kurzer Zeit gelangten sie aus der Schlucht und verabschiedeten sich als Freunde, die bei jeder sich bietenden Gelegenheit von dieser wundersamen Reise erzählten. Der Kranich allerdings ward nie wieder gesehen und geriet irgendwann in Vergessenheit.

## Weitere Erwähnungen in der Populärkultur
- Der Peryton tritt als Gegner in den Rollenspielen Star Ocean und Shadowrun auf.
- Es wurde sogar ein eigenes Rollenspiel nach der Kreatur benannt, jedoch umfasst bei Peryton das Design Fledermaus- statt Vogelflügel.[5]
- Im Roman Das Buch der neuen Sonne von Gene Wolfe wird der Peryton ebenfalls erwähnt.
- Die Donald-Duck-Comicgeschichte Tiere aus aller Welt von Don Rosa beinhaltet einen falschen Peryton – einen Hirsch mit Flügeln aus Pappkarton.